# Noel Harrison
Noel John Christopher Harrison (ur. 29 stycznia 1934 w Londynie, zm. 20 października 2013 w Exeter) – brytyjski piosenkarz, aktor i narciarz. Olimpijczyk z 1952 i 1956.
Najbardziej znany z wykonania piosenki The Windmills Of Your Mind Michela Legranda w filmie Sprawa Thomasa Crowna (1968), która została nagrodzona Oscarem, a później była wielokrotnie nagrywana przez innych wykonawców (m.in. Dusty Springfield, Stinga).
Jego ojcem był brytyjski aktor Rex Harrison.

## Filmografia
seriale
- 1960: The Citadel jako Freddie Foxley
- 1968: The Mod Squad jako Quinn
- 1980: Hart to Hart jako Ridings
- 1996: Tracey bierze na tapetę... jako Johnny

film
- 1962: Najlepszy z wrogów jako porucznik Hilary
- 1965: Gdzie są szpiedzy jako Jackson
- 1986: Żądza władzy jako Leonard Thompson
- 1999: The Murder in China Basin